# Zaid ibn Hāritha

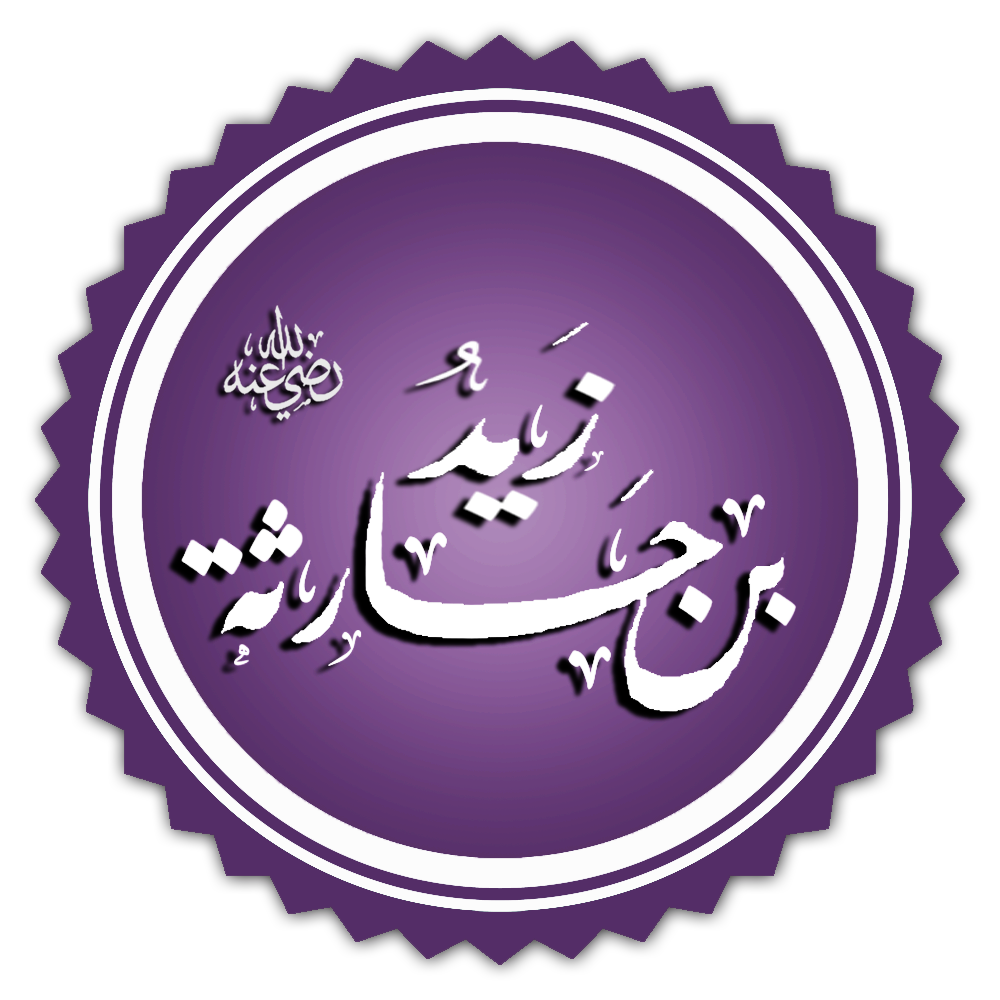
Schriftzug: Zaid ibn Hāritha

Zaid ibn Hāritha (arabisch زيد بن حارثة, DMG Zayd b. Ḥāriṯah) (* um 581; † 629 in Mu'tah im heutigen Jordanien) war ein Sahāba (Gefährte, mawla) Mohammeds, der als sein (Adoptiv-)Sohn gilt. Er ist der einzige Gefährte, dessen Name im Koran (Sure 33, Vers 37) vorkommt.

## Kindheit
Zaid dürfte zehn Jahre jünger als Mohammed gewesen sein, was auf 581 als Geburtsjahr hindeutet. Er soll bei seinem Tod im Jahr 629 55 (Mond-)Jahre alt gewesen sein, was für eine Geburt um 576 sprechen würde.
Er wurde in den Udhra-Zweig des Kalb-Stamms im Nadschd, einem Hochland in Zentralarabien geboren. Er behauptete in zwölfter Generation von Udhra ibn Zaid al-Lat abzustammen, der wiederum ein Ururenkel von Kalb ibn Wabara war. Zaids Mutter, Suda bint Thaalaba, kam aus dem Maan-Zweig des Tayy-Stamms.
Als Zaid in ein Alter kam, in dem er ein Diener sein konnte, begleitete er seine Mutter auf einem Besuch bei ihrer Familie. Während sie sich beim Maan-Stamm aufhielten, stürmten Reiter aus dem Qayn-Stamm ihre Zelte und entführten Zaid. Sie brachten ihn zum Markt in Ukkaz und verkauften ihn für 400 Dinar als Sklaven.
Zaids Familie suchte ihn ohne Erfolg. Von seinem Vater Harithah ibn Sharahil ist eine Klage überliefert.

## Sklaverei in Mekka
Zaid wurde von einem Kaufmann aus Mekka, Hakim ibn Hizam, gekauft, der den Jungen seiner Tante Chadīdscha bint Chuwailid zum Geschenk machte. Er blieb in ihrem Besitz bis zu ihrer Heirat mit Mohammed, als sie den Sklaven ihrem Bräutigam zur Hochzeit schenkte. Mohammed war Zaid, den er al-Habib („Liebling“) nannte, sehr zugeneigt.
Einige Jahre später kamen Mitglieder von Zaids Stamm auf Pilgerreise nach Mekka. Sie erkannten Zaid, der sie bat, eine Grußbotschaft nach Hause zu bringen.
Nachdem sie die Nachricht erhalten haben, brachen sein Vater und Onkel nach Mekka auf. Sie fanden Mohammed an der Kaaba und versprachen ihm jedes Lösegeld, falls Zaid zurückkehren könnte. Mohammed antwortete, dass Zaid sein Schicksal selbst wählen sollte, doch falls er sich zur Rückkehr zu seiner Familie entschiede, würde er ihn ohne Lösegeld freilassen. Sie riefen nach Zaid, der seinen Vater und Onkel mühelos erkannte, doch ihnen mitteilte, dass er Mohammed nicht verlassen wollte, „weil ich etwas in diesem Mann gesehen habe und ich ihn nicht über jemand anderen wählen würde.“ Darauf ging Mohammed mit Zaid auf die Stufen der Kaaba, wo ein Vertrag besprochen und der Menge verkündet wurde: „Ihr seid Zeugen, dass Zaid mein Sohn wird, mit gegenseitigem Erbrecht.“ Als sie dies sahen, waren Zaids Vater und Onkel zufrieden und kehrten ohne ihn zurück.
In Übereinstimmung mit dem arabischen Adoptionsrecht jener Zeit wurde Zaid in der Folge „Zaid ibn Muhammad“ genannt und war ein freier Mann, der gesellschaftlich und rechtlich als Mohammeds Sohn galt. Im Koran (Sure 33, Vers 4) wurde verfügt, dass ein adoptierter Sohn nicht das gleiche wie ein leiblicher Sohn ist, weshalb er als „Zaid ibn Harithah“ erwähnt wird. In der Folge heiratete Mohammed Zaids geschiedene Ehefrau.

## Bekehrung zum Islam
Zu einem unbestimmten Zeitpunkt vor dem Jahr 610 begleitete Zaid Mohammed nach Ta'if, wo traditionsgemäß Fleisch den Idolen geopfert wurde. Nahe Baldah trafen sie auf dem Heimweg nach Mekka Zayd ibn Amr und boten ihm etwas von dem gekochten Fleisch, das Zaid in ihrer Tasche mitführte. Zayd ibn Amr, ein entschiedener Monotheist, antwortete: „Ich esse nichts, das ihr im Namen eurer Steinidole geschlachtet habt. Ich esse nur jene Sachen, bei denen bei der Schlachtung Allahs Name gepriesen wurde.“ Nach dieser Begegnung sagte Mohammed: „Ich habe keinen ihrer Idole berührt noch ihnen geopfert, bevor Gott mich mit seiner Apostelschaft geehrt hat.“
Als Mohammed 610 von einer Erscheinung des Engels Gabriel erzählte, war Zaid einer der Ersten, der zum Islam konvertierte. Die erste Muslimin überhaupt war Chadidscha, dicht gefolgt von ihrer Nachbarin Lubaba bint al-Harith, ihren vier Töchtern, und den ersten männlichen Konvertiten Ali, Zaid and Abu Bakr.

## Die Hidschra
622 schloss sich Zaid den anderen Muslimen bei der Hidschra nach Medina an. Nach der Ankunft in der neuen Stadt, forderte Mohammed jeden Muslim auf, sich einen Bruder in der Religion zu nehmen, so dass jeder einen Verbündeten in der Gemeinschaft hätte. Zaid schloss sich mit Mohammeds Onkel Hamza zusammen. Hamza vertraute sein letztes Testament Zaid an, kurz vor seinem Tod im Jahr 625.
Wenige Monate später sandten Mohammed und Abu Bakr Zaid nach Mekka zurück, um ihre Familien nach Medina zu begleiten. Seine Reisegruppe bestand aus Mohammeds Frau Sawda, seinen Töchtern Umm Kulthum und Fātima, seinem Diener Abu Rafi, Zaids Frau Baraka und dem Sohn Usama, Abu Bakrs Frau Umm Rumman, seinen Kindern Asma, Abdullah and Aischa und einem Führer namens Abdullah ibn Urayqit. Abu Bakrs Verwandter Talhah schloss sich ihnen ebenfalls an.

## Ehen und Nachkommen
1. Durrah (Fakhita) bint Abi Lahab, eine Cousine Mohammeds.[17] Sie wurden geschieden. Die Daten sind unbekannt, bekannt ist aber, dass Durrahs zwei Brüder 613 von Mohammeds zwei Töchtern geschieden wurden.[18]
2. Umm Ayman (Baraka), eine freigelassene Sklavin Mohammeds. Sie wurden nach dem Islam verheiratet[19] und ihr Sohn wurde 612 geboren.[20]
3. Hind bint Al-Awwam, eine Nichte Chadidschas.
4. Humayma bint Sayfi (Umm Mubashshir), die Witwe Al-Baraa ibn Maarurs,[21] eines Anführers in Medina. Al-Baraa starb im August oder September 622,[22] so dass die Heirat mit Zaid im Jahr 623 oder danach war.
5. Zainab bint Dschahsch, eine Cousine Mohammeds. Sie wurden 625 verheiratet und Ende 626 geschieden.[23]
6. Umm Kulthum bint Uqba, eine Schwester des Kalifen Uthman. Diese Ehe ordnete Mohammed 628 an, doch sie endete in der Scheidung.[24]

Zaid hatte drei Kinder:
1. Usama, Sohn der Baraka, der selbst Nachkommen hatte.
2. Zayd, Sohn der Umm Kulthum, in der Kindheit verstorben.
3. Ruqayya, Tochter der Umm Kulthum, die unter der Aufsicht Uthmans verstarb.

## Militärische Feldzüge
Zayd war „einer der berühmten Bogenschützen unter den Gefährten des Propheten.“ Er kämpfte in den Schlachten von Badr, Uhud, in der Grabenschlacht und im Chaibar-Feldzug. Er nahm auch am Feldzug nach Hudaybiyyah teil. Als Mohammed Al-Muraysi überfiel, ließ er Zaid als Verwalter in Medina zurück.

## Tod

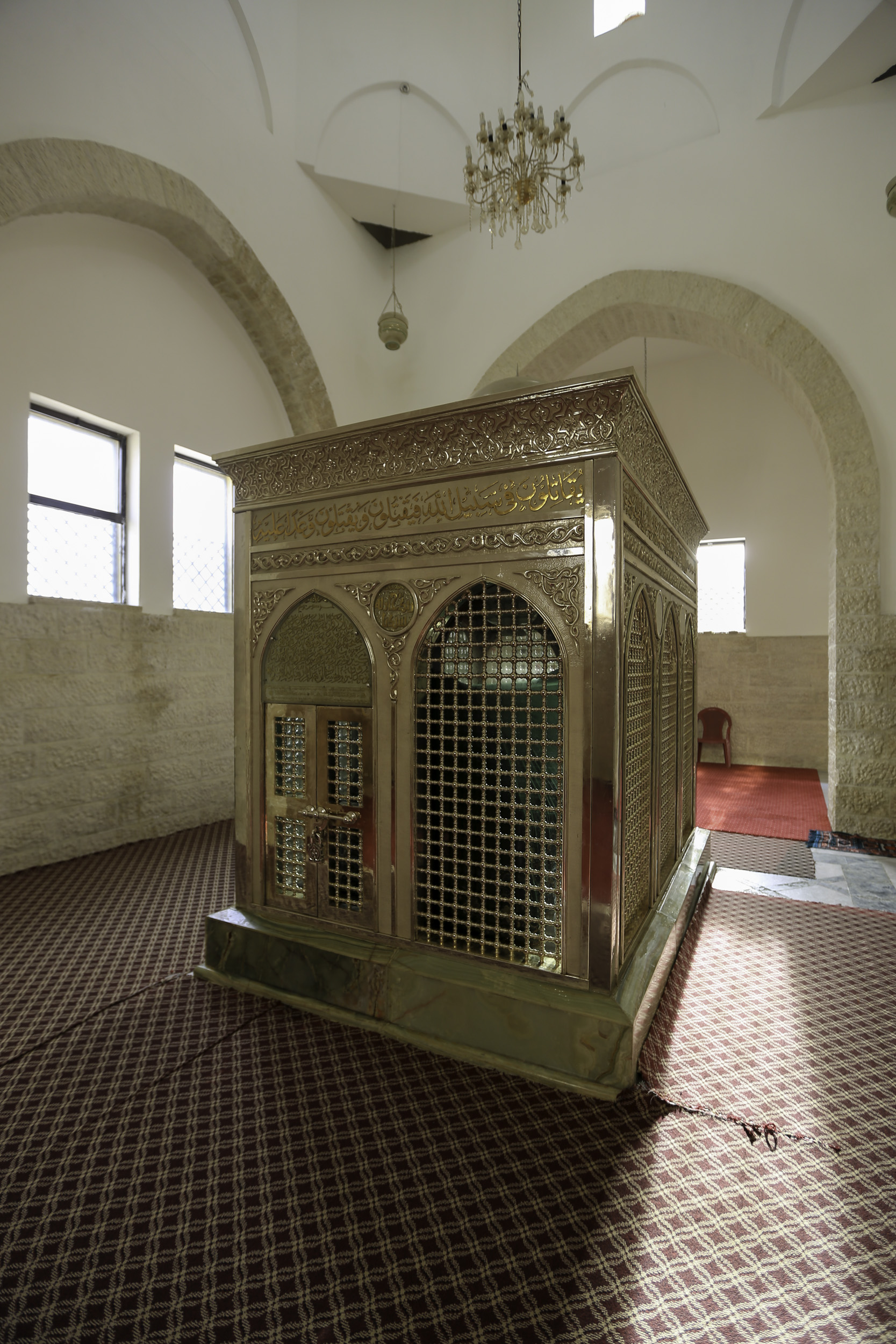
Schrein im Gouvernement al-Karak

Zaid führte seine letzten Feldzug im September 629 an. Eine muslimische Truppe von 3.000 Mann machte sich daran, die byzantinische Stadt Bosra zu überfallen. Eine byzantinische Truppe von „100.000 Griechen sowie 100.000 Männern aus Lakhm und Judham und Al-Qayn und Bahra und Bali“ fing sie jedoch ab. Zaid hielt das Banner bei jener Schlacht von Mu'tah, bis er von einer Lanze getroffen wurde und daran verblutete. Die anderen beiden Anführer, Ja`far ibn Abī Tālib und `Abd Allah ibn Rawahah wurden auch getötet und das muslimische Heer wurde besiegt.
Nachdem er von Zaids Tod erfahren hatte, ging Mohammed zu seiner Familie. Die Tochter Zaids weinte vor dem Gesandten Gottes und der Gesandte Gottes weinte, bis er schluchzte. Saad ibn Ubada sagte: „‚Gesandter Gottes, was ist das?‘ Er antwortete: ‚Das ist das Verlangen des Liebenden des Lieblings.‘“